# Длина свободного пробега
Длина свободного пробега молекулы — это среднее расстояние {\displaystyle \lambda }, которое пролетает частица за время между двумя последовательными столкновениями.
Для каждой молекулы это расстояние различно, поэтому в кинетической теории газов под длиной свободного пробега обычно подразумевается средняя длина свободного пробега <{\displaystyle \lambda }>, которая является характеристикой всей совокупности молекул газа при заданных значениях давления и температуры.

## Теория рассеяния
Представим поток частиц, проходящих через мишень размером {\displaystyle L\times L}, и рассмотрим бесконечно тонкий слой этой мишени (см. рисунок). Красным здесь обозначены атомы, с которыми частицы падающего пучка могут столкнуться. Значение длины свободного пробега будет зависеть от характеристик этой системы. Если все частицы мишени покоятся, то выражение для длины свободного пробега будет выглядеть как:
{\displaystyle \ell =(\sigma n)^{-1},}
где n — количество частиц мишени в единице объёма, а σ — эффективное сечение.
Площадь такого слоя L2, объём L2 dx, и тогда количество неподвижных атомов в нём n L2 dx. Вероятность {\displaystyle dP} рассеяния этим слоем одной частицы равна отношению части площади сечения, «перекрываемой» всеми рассеивающими частицами, ко всей площади сечения:
{\displaystyle dP={\frac {\sigma nL^{2}\,dx}{L^{2}}}=n\sigma \,dx,} где σ — площадь, или, более точно, сечение рассеяния одного атома.
Тогда уменьшение {\displaystyle dI} интенсивности потока будет равно начальной интенсивности, умноженной на вероятность рассеяния частицы внутри мишени:
{\displaystyle dI=-In\sigma \,dx.}
Получаем дифференциальное уравнение
{\displaystyle {\frac {dI}{dx}}=-In\sigma =-{\frac {I}{\ell }},}
решение которого известно как закон закон Бугера и имеет вид {\displaystyle I=I_{0}e^{-x/\ell }}, где x — расстояние, пройденное пучком, I0 — интенсивность пучка до того, как он попал в мишень, а ℓ называется средней длиной свободного пробега, потому что она равна среднему расстоянию, пройденному частицей пучка до остановки. Чтобы убедиться в этом, обратим внимание, что вероятность того, что частица будет рассеяна в слое от x до x + dx, равна
{\displaystyle dP(x)={\frac {I(x)-I(x+dx)}{I_{0}}}={\frac {1}{\ell }}e^{-x/\ell }dx.}
И таким образом, среднее значение x будет равно
{\displaystyle \langle x\rangle =\int _{0}^{\infty }xdP(x)=\int _{0}^{\infty }{\frac {x}{\ell }}e^{-x/\ell }\,dx=\ell .}
Отношение части частиц, которые не рассеялись мишенью, к количеству, падающему на её поверхность, называется коэффициентом пропускания {\displaystyle T=I/I_{0}=e^{-x/\ell }}, где x = dx — толщина мишени

## Кинетическая теория
В кинетической теории газов длина свободного пробега частицы (например, молекулы) — это среднее расстояние, которое проходит частица за время между столкновениями с другими движущимися частицами. В приведённом выше выводе предполагалось, что частицы-мишени находятся в состоянии покоя, поэтому формула {\displaystyle \ell =(n\sigma )^{-1}}, вообще говоря, справедлива только для падающих частиц со скоростями, высокими относительно скоростей совокупности таких же частиц со случайным расположением. В этом случае движения частиц мишени будут незначительны, а относительная скорость примерно равна скорости частицы.
Если же частица пучка является частью установившейся равновесной системы с идентичными частицами, то квадрат относительной скорости равен:
{\displaystyle {\overline {\mathbf {v} _{\rm {relative}}^{2}}}={\overline {(\mathbf {v} _{1}-\mathbf {v} _{2})^{2}}}={\overline {\mathbf {v} _{1}^{2}+\mathbf {v} _{2}^{2}-2\mathbf {v} _{1}\cdot \mathbf {v} _{2}}}.}
В состоянии равновесия значения скоростей {\displaystyle \mathbf {v} _{1}} и {\displaystyle \mathbf {v} _{2}} случайны и независимы, поэтому {\displaystyle {\overline {\mathbf {v} _{1}\cdot \mathbf {v} _{2}}}=0}, а относительная скорость равна
{\displaystyle v_{\rm {rel}}={\sqrt {\overline {\mathbf {v} _{\rm {relative}}^{2}}}}={\sqrt {\overline {\mathbf {v} _{1}^{2}+\mathbf {v} _{2}^{2}}}}={\sqrt {2}}v.}
Это означает, что количество столкновений равно {\displaystyle {\sqrt {2}}}, умноженному на количество неподвижных целей. Следовательно, применимо следующее соотношение:
{\displaystyle \ell =({\sqrt {2}}\,n\sigma )^{-1}}
Из закона Менделеева — Клапейрона {\displaystyle n=N/V=p/(k_{\text{B}}T)} и с учётом {\displaystyle \sigma =\pi (2r)^{2}=\pi d^{2}} (эффективная площадь поперечного сечения для сферических частиц радиусом {\displaystyle r}) можно показать, что длина свободного пробега равна
{\displaystyle \ell ={\frac {k_{\text{B}}T}{{\sqrt {2}}\pi d^{2}p}},} где kB — постоянная Больцмана.
На практике диаметр молекул газа не определён точно. Фактически, кинетический диаметр молекулы определяется через длину свободного пробега. Как правило, молекулы газа не ведут себя как твёрдые сферы, а скорее притягиваются друг к другу на больших расстояниях и отталкиваются друг от друга на меньших, что можно описать с помощью потенциала Леннарда-Джонса. Один из способов описать такие «мягкие» молекулы — использовать параметр σ Леннарда-Джонса в качестве диаметра. Другой способ — предположить, что газ в модели твёрдых сфер имеет ту же вязкость, что и рассматриваемый реальный газ. Это приводит к средней длине свободного пробега
{\displaystyle \ell ={\frac {\mu }{p}}{\sqrt {\frac {\pi k_{\text{B}}T}{2m}}},}
где m — масса молекулы, а μ — вязкость. Это выражение можно удобно представить в следующем виде:
{\displaystyle \ell ={\frac {\mu }{p}}{\sqrt {\frac {\pi R_{u}T}{2M}}},}
где {\displaystyle R_{u}} — универсальная газовая постоянная, а {\displaystyle M} — молекулярная масса. Эти разные определения диаметра молекулы могут привести к немного разным значениям длины свободного пробега.

## Формула
{\displaystyle \lambda ={\frac {1}{{\sqrt {2}}\sigma n}}}, где {\displaystyle \sigma } — эффективное сечение молекулы, равное {\displaystyle {\pi d^{2}}} ({\displaystyle d} — эффективный диаметр молекулы), а {\displaystyle n} — концентрация молекул.

## Примеры
В следующей таблице приведены типичные значения длины свободного пробега молекул воздуха при комнатной температуре для различных давлений.
| Диапазон давления    | Давление, Па | Давление, мм.рт.ст. | Концентрация, молекул / см3 | Концентрация, молекул / м3 | Длина свободного пробега |
| -------------------- | ------------ | ------------------- | --------------------------- | -------------------------- | ------------------------ |
| Атмосферное давление | 101300       | 759.8               | 2.7 × 1019                  | 2.7 × 1025                 | 68 нм                    |
| Низкий вакуум        | 30000 — 100  | 220 — 8×10−1        | 1019 — 1016                 | 1025 — 1022                | 0.1 — 100 мкм            |
| Средний вакуум       | 100 — 10−1   | 8×10−1 — 8×10−4     | 1016 — 1013                 | 1022 — 1019                | 0.1 — 100 мм             |
| Высокий вакуум       | 10−1 — 10−5  | 8×10−4 — 8×10−8     | 1013 — 109                  | 1019 — 1015                | 10 см — 1 км             |
| Сверхвысокий вакуум  | 10−5 — 10−10 | 8×10−8 — 8×10−13    | 109 — 104                   | 1015 — 1010                | 1 км — 105 км            |
| Экстремальный вакуум | <10−10       | <8×10−13            | <104                        | <1010                      | >105 км                  |